# 儿时的丘比特和赛琪
《儿时的丘比特和赛琪》(法文: L'Amour et Psyche, enfants；英文: Amor and Psyche, children)是法国画家威廉·阿道夫·布格罗创作于1890年的一幅油画。故事来源于古罗马阿普列尤斯的《金驴记》。是布格罗的重要作品之一。现私人收藏。